# Christensonella juergensii
Christensonella juergensii är en orkidéart som först beskrevs av Rudolf Schlechter, och fick sitt nu gällande namn av Szlach., Mytnik, Górniak och Smiszek. Christensonella juergensii ingår i släktet Christensonella och familjen orkidéer. Inga underarter finns listade i Catalogue of Life.